# П'єр Лашамбоді
П'єр Лашамбоді (фр. Pierre Lachambeaudie, 1807—†1872) — французький байкар.

## Біографія
Народився 1807 року; син убогого селянина, він був спершу бухгалтером у одному торговельному домі в Ліоні, його перша літературна проба, збірка віршів під заголовком «Essais poetiques» ' (1829) не мала поводження. Пізніше він дістав посаду при залізниці й рівночасно редагував «Echos de Loire» "; жив він злиденно, а окрім того ще подеколи терпів від психічної хвороби.
Перша збірка байок П.Лашамбоді вийшла в 1839 р.
Літературну славу дали йому його байки, його «Fables populaires» мали величезний успіх і відразу дали йому й славу, й матеріальне забезпечення. По пригодах 1848 року мусив виїхати з Франції і довго жив у Брюсселі.
Помер біля Парижа 1872 року.

## Творчість
Пізніші його твори «Fables et poesies diverses» (1839), «Fleurs de Villemomble» (1861), «Fables et poesies nouvelles» (1865), «Prose et vers» (1867). У своїх байках Лашамбоді виявляє великий демократизм і гарячу любов до простого народу. Мораль його байок не завжди випливає з цілої картини, намальованої в байці, але вона завжди високо гуманна і часто має політично-соціальний характер. Мова Лашамбоді проста і поважна і часто підноситься до пафосу. Оригінальність і висока вартість байок Лашамбоді ставить його поруч із найбільшими байкарями Франції — Лафонтеном і Флоріаном. Французька академія (Academie Francaise) двічі увінчувала байки Лашамбоді, але в нашій літературі він цілком невідомий.

## Твори
- Essais poétiques, 1829
- Fables populaires de Pierre Lachambeaudie, avec une préface par Émile Souvestre, 1839
- Fables de Pierre Lachambeaudie, précédées d'une lettre-préface de Pierre Jean de Béranger, 1844 онлайн
- Les Fleurs de Villemomble, poésies nouvelles, 1861
- Fables et poésies nouvelles, 1865
- Prose et vers de Pierre Lachambeaudie, 1867 онлайн
- Fables, aquarellées par A. Vimar, avec une préface par Auguste Bourgoin comprenant une biographie et une analyse de l'œuvre de Lachambeaudie, 1903 онлайн